# روجر جنكينز (سائق سباق)
روجر جنكينز (بالإنجليزية: Roger Jenkins)‏ هو سائق سباق بريطاني، ولد في 8 أغسطس 1940 في كارليون في المملكة المتحدة.